# Alexandros Tziolis
Alexandros Tziolis, född 13 februari 1985 i Katerini, Pierien, Grekland, är en grekisk fotbollsspelare som sedan juni 2013 spelar i PAOK FC.
Alexandros har tidigare spelat i bland annat Panathinaikos FC, SV Werder Bremen, AC Siena, Racing Santander och AS Monaco.

## Fotnoter
1. ↑  transfermarkt.com, transfermarkt.com spelar-ID: 12883, läst: 9 oktober 2017.[källa från Wikidata]
2. ↑  FBref, FBref.com spelar-ID: 99138b2e.[källa från Wikidata]
3. ↑  Base de Datos del Futbol Argentino, BDFA spelar-ID: 52316.[källa från Wikidata]